# Rhizomyia hirta
Rhizomyia hirta är en tvåvingeart som beskrevs av Ephraim Porter Felt 1911. Rhizomyia hirta ingår i släktet Rhizomyia och familjen gallmyggor.
Artens utbredningsområde är New York. Inga underarter finns listade i Catalogue of Life.